# Adenandra viscida
Adenandra viscida är en vinruteväxtart som beskrevs av Eckl. & Zeyh.. Adenandra viscida ingår i släktet Adenandra och familjen vinruteväxter. Inga underarter finns listade i Catalogue of Life.